# Colin Joyce
Colin Joyce (født 6. august 1994) er en amerikansk cykelrytter. I 2018 vandt han en etapesejr i Arctic Race of Norway.